# دوغلاس بورغس
دوغلاس بورغس (بالإنجليزية: Douglas Burgess)‏ هو مؤرخ أمريكي، ولد في 17 يونيو 1977.